# Jackie Lewis
Jack Lewis (Stroud, Inglaterra, 1 de novembro de 1936) é um ex-automobilista britânico nascido na Inglaterra que participou de 9 Grandes Prêmios de Fórmula 1 entre 1961 e 1962. Seu melhor resultado foi o 4º lugar na Grande Prêmio da Itália de 1961.